# Rubicundiella
Rubicundiella is een geslacht van insecten uit de orde vliesvleugeligen (Hymenoptera) en de familie Ichneumonidae.

## Soorten
- R. annulicornis (Ashmead, 1890)
- R. blanchardi (Davis, 1898)
- R. deuteromelas Heinrich, 1962
- R. externa (Berthoumieu, 1895)
- R. forreri (Cameron, 1885)
- R. mucronata (Provancher, 1875)
- R. perturbatrix Heinrich, 1962
- R. simplicior Heinrich, 1962